# Åbo fängelse
Åbo fängelse är en kriminalvårdsanstalt i Starrbacka i Åbo. Tidigare användes fängelset på Kakolabacken. Kakolabackens fängelse uppfördes år 1853 och tömdes den 16 september 2007 då alla interner flyttades till det nuvarande fängelset i Starrbacka.

## Historia

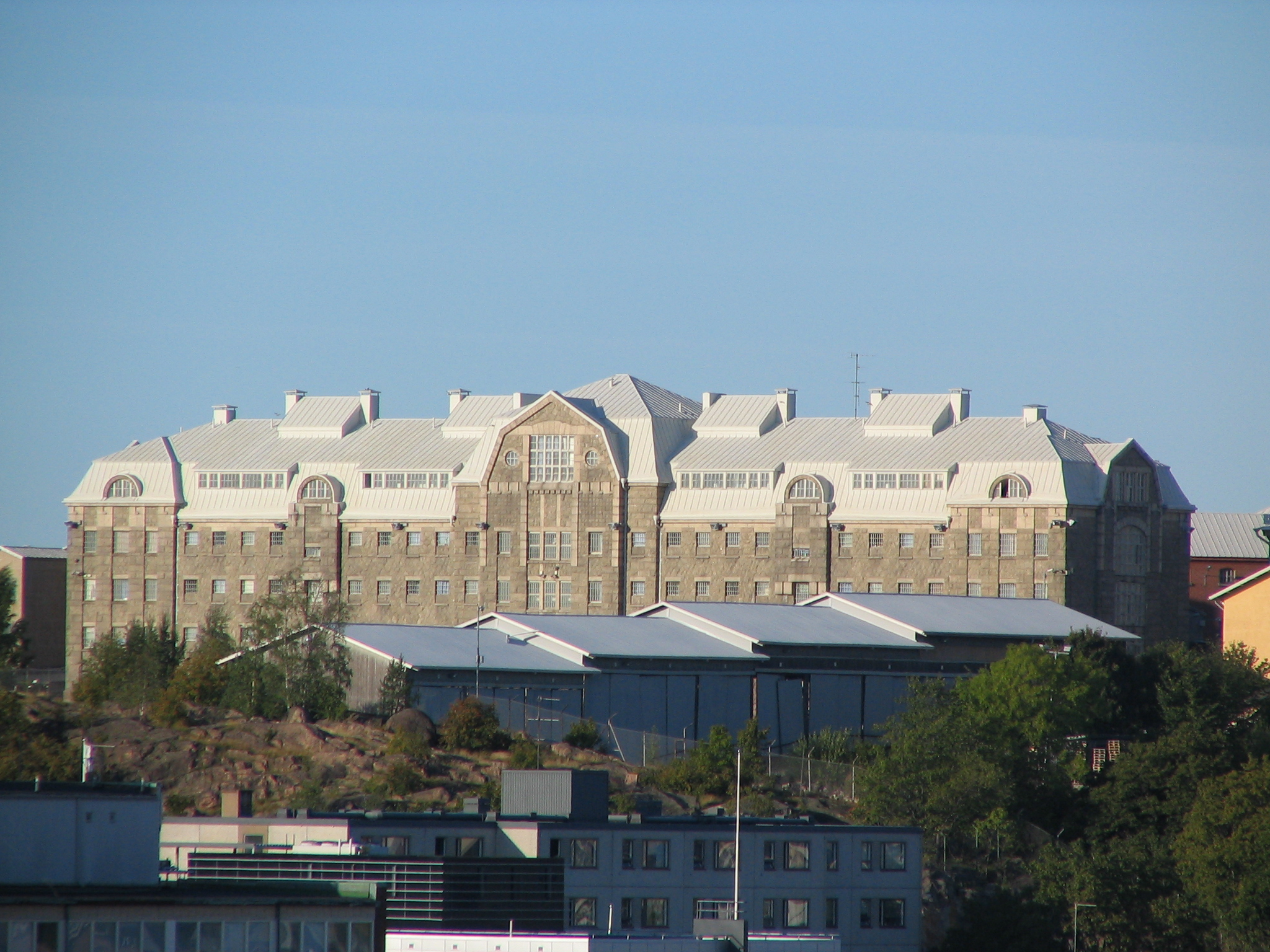
Kakolafängelset, där Åbo fängelse verkade fram till 2007.

I äldre tider användes Åbo slott som fängelse vid sidan av andra funktioner, liksom andra borgar. På finska används ordet slott som folklig beteckning på fängelse ("joutua linnaan", "hamna på slottet", innebär att hamna i fängelse). Bland berömda fångar kan nämnas Erik XIV med familj samt klubbekrigets Jacob Ilkka.
På 1770-talet omvandlades Runda tornet i Åbo slotts förborg till fängelse. Efter sekelskiftet togs hela förborgen i bruk som fängelse. De sista fångarna flyttades på 1880-talet till det nya fängelset på Kakolabacken. Kakolafängelset hade uppförts 1853.
På Kakolabacken fanns två fängelser: Åbo centralfängelse, känt som Kakola, och Åbo länsfängelse samt Sinnessjukhuset för fångar, byggt 1905–1908. Till år 2001 kallades fängelserna Åbo fängelse (tidigare korrektionsanstalt, från och med 1858 straffanstalt, senare tukthus och till slut centralfängelse) respektive Åbo rannsakningsfängelse. Genom en reform planerad och gradvis genomförd från 1996 slogs de samman till Sydvästra Finlands fängelse den 1 juni 2003, som sedan flyttade till de nya lokalerna i Starrbacka. Också mentalsjukhuset flyttades.

## Fängelset i Starrbacka
Arkitektbyrån bakom det vinnande bidraget för det nya fängelset var Arkkitehtitoimisto Laiho-Pulkkinen-Raunio Oy från Åbo. Arkitekturen ansågs lugn, enkel och ändamålsenlig. Byggnadens bruttoarea är 30 580 m² och dess volym 119 300 m³. Byggnaden är avsedd för 300 fångar och patienter och cirka 280 anställda.